# Српска православна црква Светог Марка у Кули
Српска православна црква Светог Марка у Кули је подигнута у периоду од 1846. до 1852. године, представља непокретно културно добро као великог значаја.
Данашња црква Светог Марка у Кули је једнобродна грађевина, са полукружном олтарском апсидом на истоку и двоспратним звоником изнад западног улаза. Издужени наос је рашчлањен по вертикали пиластрима спојеним луковима између којих су сферни сводови. Фасадна декорација је изведена комбиновањем барокнорокајних и класицистичких форми. У дубоким полукружним нишама смештени су прозорски отвори. Вертикалну поделу фасада истичу прислоњени пиластри са профилисаним капителима, док је хоризонтална подела постигнута са два кордонска венца и кровним венцем који тече дуж целе грађевине. Западним прочељем доминирају тимпанони на бочним ивицама, испод којих су постављени триглифи. 
Иконостасну преграду осликао је 1773. године Теодор Крачун. Од целе композиције сачувана је само икона Исуса Христа.
Конзерваторски радови су изведени 1989. и 1991. године.